# 第16独立特殊任務旅団 (ロシア陸軍)
第16独立特殊任務旅団（16-я отдельная бригада специального назначения；略称16 обрСпН）は、ロシア陸軍の旅団級特殊部隊。

## 歴史
- 1963年1月1日：旅団編成
- 1972年：モスクワ州、リャザン州、ウラジーミル州、ゴリコフ州の火災に災害派遣。この功績に対して、ロシア・ソビエト連邦社会主義共和国最高会議幹部会名誉賞状を授与される。
- 1985年～1988年：第370独立特殊任務支隊をアフガニスタンに派遣
- 1992年：第370、第669独立特殊任務支隊が、タジキスタン領内の軍事・国家施設の警備を遂行
- 1995年：第1次チェチェン戦争に参加
- 1999年：第664独立特殊任務支隊が北カフカースで任務遂行

旅団からは、4人のロシア連邦英雄（アレクセイ・トゥーチン少佐、アレクセイ・ロージン上級中尉、ドミトリー・エリストラトフ大尉、アンドレイ・サマンコフ上級中尉）が輩出している。

## 編制
- 第370独立特殊任務支隊
- 第664独立特殊任務支隊
- 第669独立特殊任務支隊

## 歴代旅団長
| 職名   | 就任年          | 氏名                       | 階級 |
| ------ | --------------- | -------------------------- | ---- |
| 旅団長 | 1962年 - 1967年 | アレクサンドル・シプカ     | 大佐 |
| 旅団長 | 1967年 - 1971年 | G.ファデーエフ             | 大佐 |
| 旅団長 | 1971年 - 1973年 | E.チュプラコフ             | 大佐 |
| 旅団長 | 1973年 - 1980年 | セミョーン・タラソフ       | 大佐 |
| 旅団長 | 1980年 - 1985年 | A.オフチャロフ             | 大佐 |
| 旅団長 | 1985年 - 1989年 | A.ニェジェリコ             | 大佐 |
| 旅団長 | 1989年 - 1991年 | A.デメンチエフ             | 大佐 |
| 旅団長 | 1992年 - 1993年 | エフゲニー・ティーシン     | 大佐 |
| 旅団長 | 1993年 - 1997年 | アレクサンドル・フォーミン | 中佐 |
| 旅団長 | 2003年 - 2007年 | ワージム・ロギノフ         | 大佐 |
| 旅団長 | 2008年10月 -    | アンドレイ・スロボジャン   | 大佐 |